# Elaine (Name)
Elaine ist ein weiblicher Vorname. Es handelt sich um eine Variante des Namens Helena, ist aber auch der Name einer Gestalt aus der Artussage (siehe Nimue).

## Namensträgerinnen

### Vorname
- Elaine Aron (* 1944), US-amerikanische Psychologin und Sachbuchautorin
- Elaine Burton, Baroness Burton of Coventry (1904–1991), britische Politikerin
- Elaine Cassidy (* 1979), irische Schauspielerin
- Elaine Caswell, US-amerikanische Rocksängerin
- Elaine Chao (* 1953), US-amerikanische Politikerin
- Elaine Dagg-Jackson (* 1955), kanadische Curlerin und Curlingtrainerin
- Elaine Davidson (* 1965), laut dem Guinness-Buch der Rekorde die meistgepiercte Frau der Welt
- Elaine Devry (1930–2023), US-amerikanische Schauspielerin
- Elaine Díaz (* 20. Jh.), kubanische unabhängige Journalistin
- Elaine Dundy (1921–2008), US-amerikanische Schriftstellerin
- Elaine S. Edwards (1929–2018), US-amerikanische Politikerin
- Elaine Fantham (1933–2016), britische Klassische Philologin
- Elaine Feinstein (1930–2019), britische Dichterin und Schriftstellerin
- Elaine Fine (* 1959), US-amerikanische Komponistin und Flötistin
- Elaine Fuchs (* 1950), US-amerikanische Biologin
- Elaine Goldsmith-Thomas, US-amerikanische Filmproduzentin
- Elaine Hatfield (* 1937), US-amerikanische Psychologin und Sexualwissenschaftlerin
- Elaine Hendrix (* 1970), US-amerikanische Schauspielerin
- Elaine Horseman (1925–1999), britische Schriftstellerin und Lehrerin
- Elaine S. Jaffe (* 1943), US-amerikanische Hämatopathologin
- Elaine Jentsch (* 1994), deutsche Politikerin
- Elaine Keillor (* 1939), kanadische Pianistin und Musikwissenschaftlerin
- Elaine de Kooning (1918–1989), US-amerikanische Malerin, Grafikerin und Kunstkritikerin
- Elaine Leighton (* 1926), US-amerikanische Schlagzeugerin
- Elaine Marshall (* 1945), US-amerikanische Politikerin
- Elaine May (* 1932), US-amerikanische Schauspielerin, Autorin, Theater- und Filmregisseurin
- Elaine Morgan (1920–2013), britische Schriftstellerin
- Elaine Murphy, Baroness Murphy (* 1947), britische Psychiaterin, Hochschullehrerin und Politikerin
- Elaine Murray (* 1954), schottische Politikerin
- Elaine Noble (* 1944), US-amerikanische Politikerin
- Elaine A. Ostrander (* ca. 1958), US-amerikanische Genetikerin (Krebsgenetik und vergleichende Genomik)
- Elaine Pagels (* 1943), US-amerikanische Hochschullehrerin
- Elaine Paige (* 1948), britische Sängerin und Schauspielerin
- Elaine Rode (* 1999), deutsche Handballspielerin
- Elaine Shepard (1913–1998), US-amerikanische Autorin und Schauspielerin
- Elaine Showalter (* 1941), US-amerikanische Medizinhistorikerin, Literaturwissenschaftlerin und Feministin
- Elaine Silver (* 1988), US-amerikanische Schauspielerin
- Elaine Smith (* 1963), schottische Politikerin
- Elaine Stewart (1930–2011), US-amerikanische Schauspielerin
- Elaine Stritch (1925–2014), US-amerikanische Schauspielerin
- Elaine Sturtevant (1924–2014), US-amerikanische Künstlerin
- Elaine Summers (1925–2014), US-amerikanische Choreographin und Filmemacherin
- Elaine Taylor (* 1943), britische Schauspielerin
- Elaine Thompson-Herah (* 1992), jamaikanische Sprinterin und mehrfache Olympiasiegerin
- Elaine Thomson (* 1957), schottische Politikerin
- Elaine Trepper (* 1955), namibische Politikerin
- Elaine Winter (1895–?), deutsche Eiskunstläuferin
- Elaine Youngs (* 1970), US-amerikanische Beachvolleyball- und Volleyballspielerin
- Elaine Zayak (* 1965), US-amerikanische Eiskunstläuferin

### Familienname
- Amy Elaine (* 1972), deutsche Schauspielerin und Sängerin